# テルミン

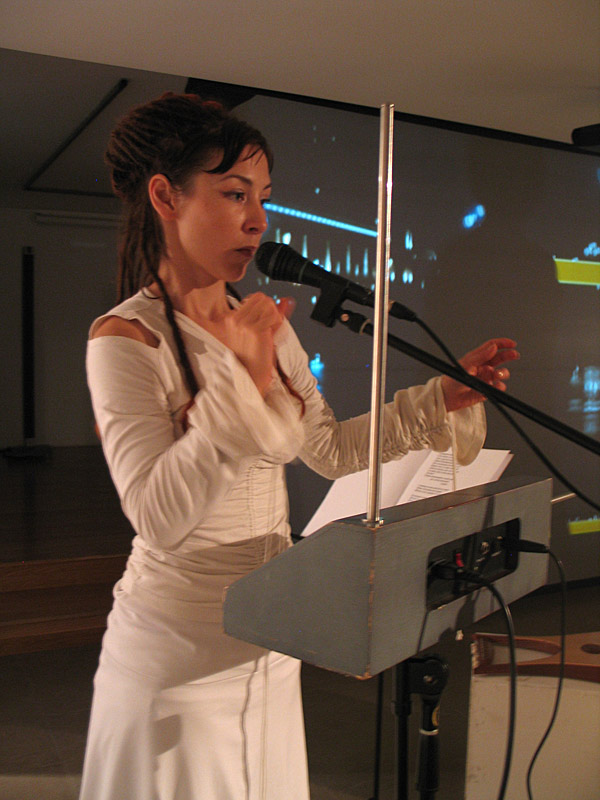
テルミンの演奏 (Lana Aksyonova)

テルミン（ロシア語:Терменвоксチルミンヴォークス）は、1920年にロシアの発明家レフ・セルゲーエヴィチ・テルミンが発明した世界初の電子楽器である。ロシア語や英語では「テルミンの声」という意味のテルミンヴォクス（Терменвокс；Thereminvox）とも呼ばれる。英語ではThereminあるいはTheraminとつづられる。これは発明者が用いたフランス語風の表記に由来しており、「テレミン」もしくは「セレミン」のように発音される。日本語においては、音楽書で「テレミン」の表記が長く用いられてきており。2000年ごろから竹内正実などが独自に「テルミン」との表記を行うようになり、2001年公開の同名の映画によってもこの表記が広まった。

## テルミンの原理と特徴

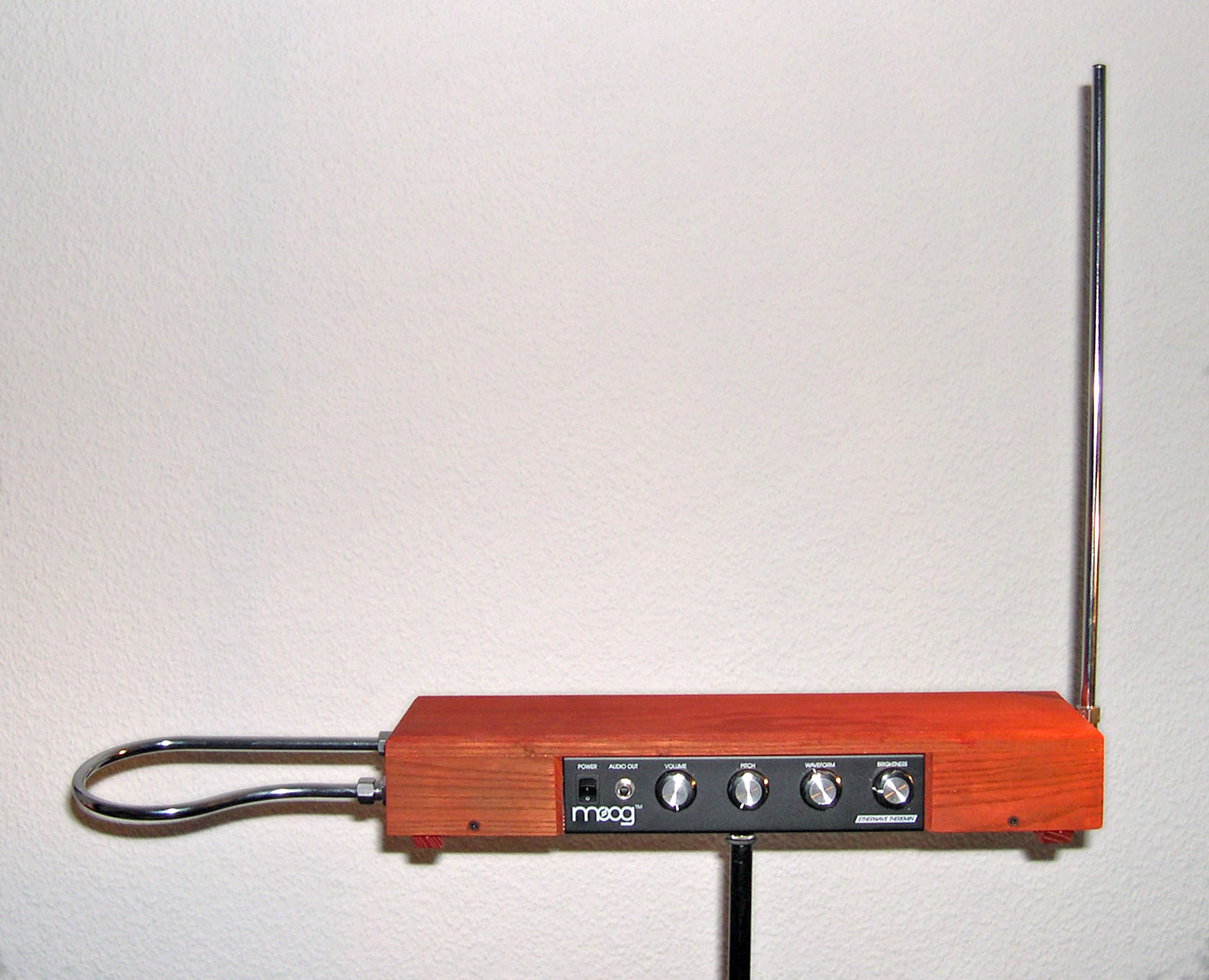
モーグ社製テルミン MOOG Etherwave

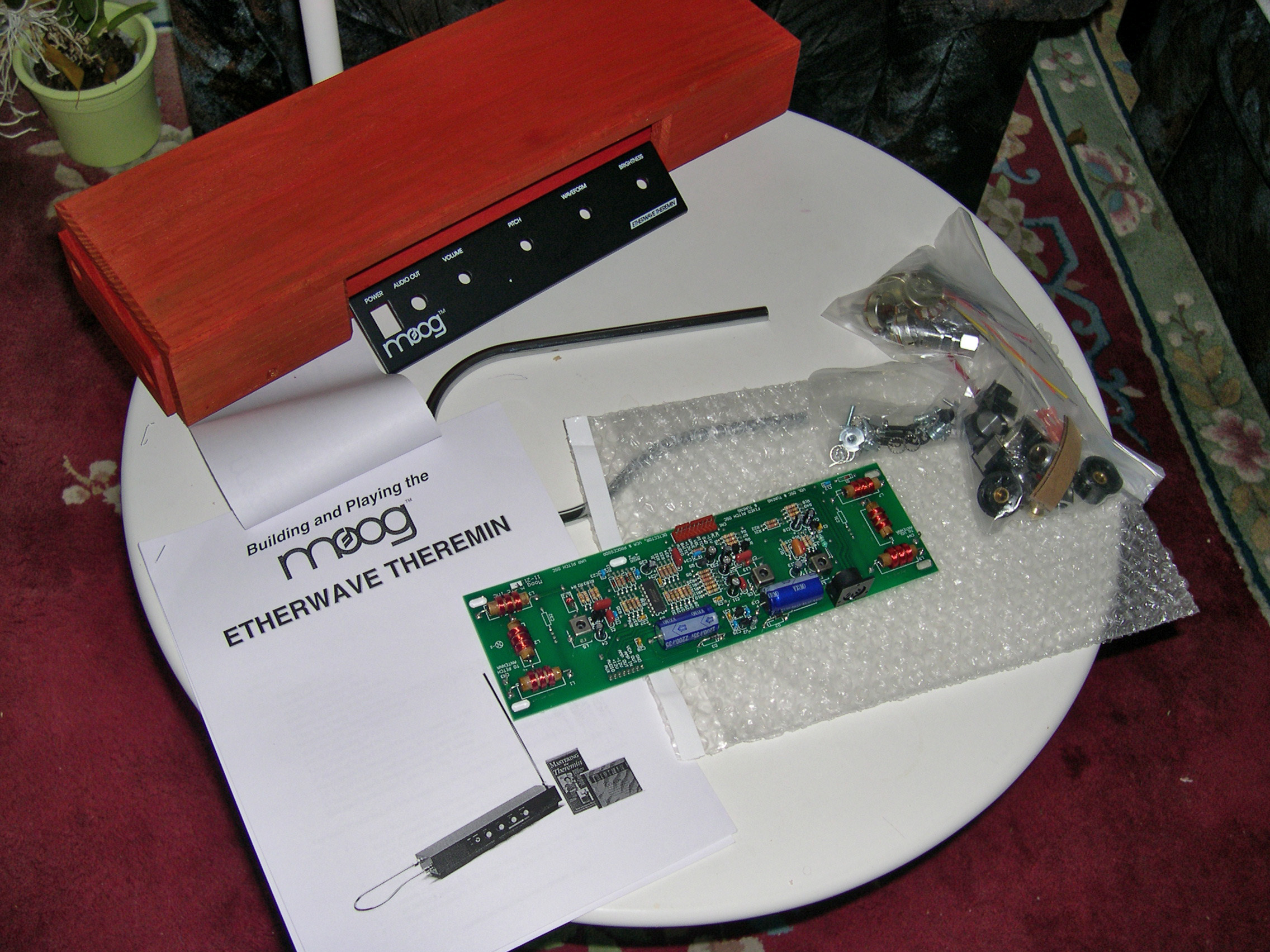
モーグ社製テルミンのキット

テルミンの最大の特徴は、テルミン本体に手を接触させず、空間中の手の位置によって音高と音量を調節することである。
テルミンはコンデンサをもつ高周波発振器を2つ内蔵している。このうち片方の発振周波数は固定されているが、もう一方の周波数は可変である。
楽器正面に向かって右側から垂直方向に伸びたアンテナは音高を決める「ピッチアンテナ」であり、左側面から水平方向に伸びたアンテナは音量を決める「ボリュームアンテナ」である。ピッチアンテナに右手を近づけたり遠ざけたりすると、演奏者とアンテナとの間に蓄えられる静電容量が変化し、これに伴って可変なほうの発振器の発振周波数が変動する。2つの発振器の周波数差からうなりを起こして可聴周波数を抽出し、アンプとスピーカーを介して発音させる。ボリュームアンテナに左手を近づけると音量が減少し、遠ざけると音量が増大する。また、左手を素早く上下動させることで、ある程度スタッカート奏法が可能である。
わずかな静電容量の違いを演奏に利用するため、演奏者自身の体格・装身具などによる静電容量の違いをはじめ、演奏環境に依存する部分が大きく、演奏前に綿密なチューニングを必要とするなど、安定した狙った音を出すには奏者の高い技量が要求され、演奏には熟練を要する。
一般的なテルミンの音色は純粋な正弦波に近いため（正弦波を出力する電子発振器で音を出している為に当然のことである）、ミュージックソーに似ている。恐怖映画やSF映画の効果音としても使われてきた。

## テルミンの歴史

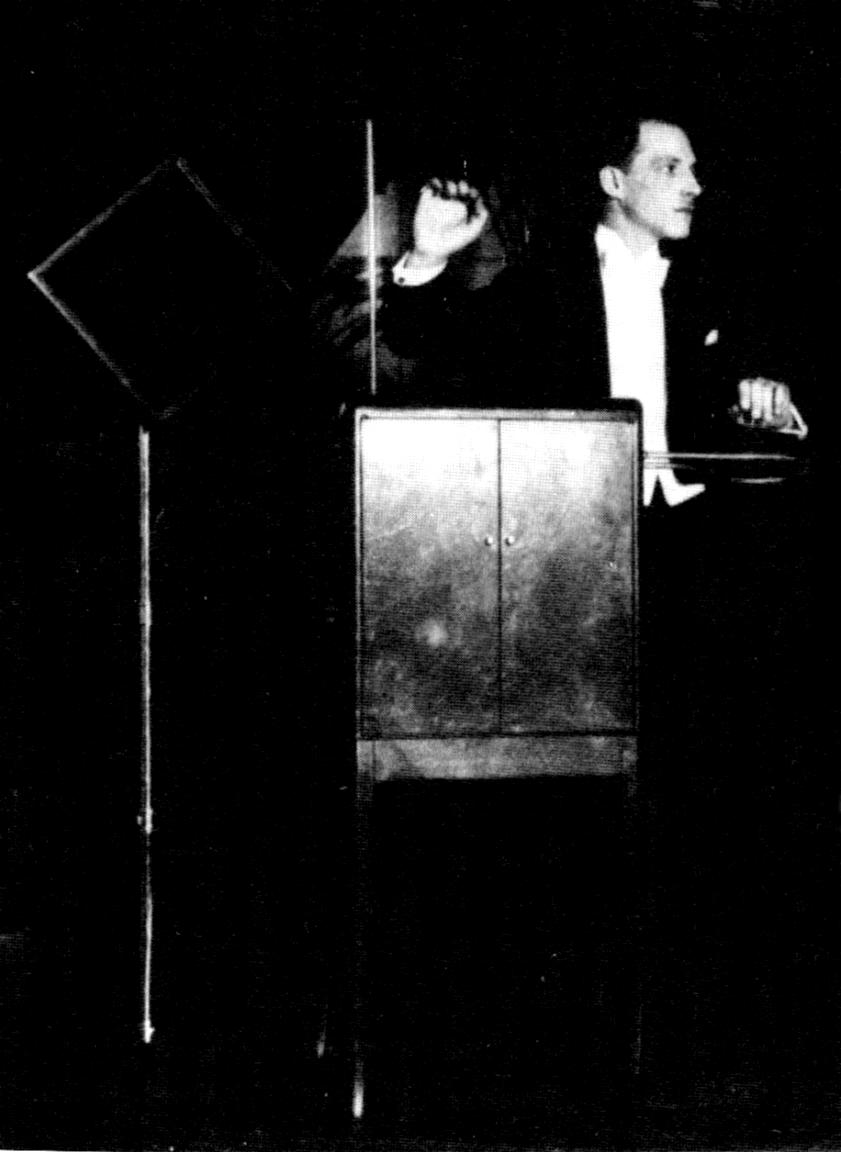
テルミンを演奏するレフ・テルミン（1924年）

ロシアにおける半導体技術の権威、アブラム・ヨッフェの招聘により、1920年からペトログラード物理工科大学に勤務していたレフ・テルミンは、温度や圧力の変化によってガス誘電率がどう変化するかを測定する装置の開発に従事していた。あるとき、測定装置の計器にヘッドホンを接続してみたところ、ガスにかかる圧力や温度変化に応じて、ヘッドホンから聴こえる音の高さが変化した。コンデンサ容量の変化に応じて音高が変化することを発見した彼は、これを楽器に応用することを思いつき、可変コンデンサーにおける電極の片方をアンテナに、もう一方を人間に置き換えてコンデンサー容量を制御する「楽器」を開発した。また、同時にこの技術の電子警報装置への応用も行なった。1920年に完成したこの楽器は、上司ヨッフェを魅了し、同年11月、ペトログラード技術工科大学機械科の学生が主催する夜会で、初めて一般聴衆の前でデモンストレーション演奏を行なった。
1921年10月5日にモスクワで行なわれた、第8回全ロシア電気技術会議において、テルミンの開発した世界初の電子楽器が公式に発表された。独創的なフォルムをもつこの楽器は、全国の電化を推進するロシア電化委員会にとって、プロパガンダ政策に利用できる価値を持つものであり、ソ連共産党機関紙『プラウダ』紙上でも、テルミンの論文と電子楽器のデモンストレーションが紹介された。ソ連政府機関紙『イズベスチヤ』の記者により、この世界初の電子楽器は「Терменвоксチルミンヴォークス」と命名された。なお、テルミン自身はこの発明を「陰極管による音楽装置」と名付けて1921年7月に特許を出願しており、1924年8月にこの名称で登録された。
1922年に、レフ・テルミンは、ソ連の指導者ウラジーミル・レーニンの前でテルミンの演奏を披露した。レーニンは非常に感銘を受けて奏法に興味を示し、最終的にはレフ・テルミンの補助なしでグリンカの歌曲を演奏した。レーニンの発注で600台のテルミンが製造されソビエト連邦各地に販売され、テルミン自身も、ソ連の最新技術と電子音楽の誕生を披露するために世界各地へ派遣された。ヨーロッパ各地で詰め掛けた観衆の前で演奏を披露する公演旅行の後、テルミンはアメリカ合衆国へと向かい、1928年に特許を取得し、大手電機会社RCAにテルミンの製造販売権を売った。
RCAが製造した「RCA Thereminvox」はアメリカを含む世界の聴衆を魅了したが、1929年から始まった世界恐慌の影響もあり商業的には成功せず、数百台しか販売されなかった。この時期のテルミン奏者としては、クララ・ロックモア（Clara Rockmore）が知られる。彼女は全米で公演し、しばしばポール・ロブスンとも共演した。1938年にはテルミン博士はアメリカを去りソ連に戻ったが、この理由については望郷説と誘拐説があり今も不明である。以後テルミンは強制労働に従事したり軍事研究に従事したりと数奇な人生を送り、ペレストロイカ後にようやくアメリカを再訪しクララ・ロックモアらとも再会している。
第二次世界大戦後にはテルミンは次第に忘れ去られた。1960年代以降はモーグ・シンセサイザーなど新たな電子楽器の登場もあってテルミンの忘却に拍車をかけた。その一方で、アルフレッド・ヒッチコック監督の1945年のサイコスリラー『白い恐怖』、ロバート・ワイズ監督の1951年のSF映画『地球の静止する日』など、恐怖映画やSF映画の音楽に不安定なテルミンが起用されている。ソ連では1935年のSF映画『機械人間 感覚の喪失』でロボットを操縦するギミックとしてテルミンは登場している。また後述するようにレッド・ツェッペリンによる使用などで、効果音を出す装置としてテルミンは使われ続けた。
1990年代以降、テルミンは再び見直されモーグによりテルミン製造が再開された。テルミン博士の生涯を描いたドキュメンタリー映画の公開、プロやアマチュアによる演奏の機会の増加、様々な形態のテルミンの製造販売などテルミンは静かに広まり続けている。日本でも人気があり、日本人奏者による独自の進化を遂げてきた。

## テルミンを使った音楽

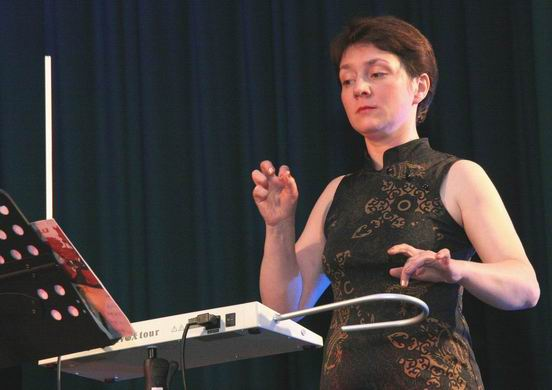
ロシアのテルミン奏者リディア・カヴィーナ。テルミン博士の姪（従兄弟の孫）で博士から直々に演奏方法を伝授された。

テルミン専門の演奏家は数少ないものの、熱心な愛好者が存在する。シンセサイザーのパイオニアであるモーグ社でもテルミンを開発・販売を行っている。
ポピュラー音楽では、トッド・ラングレンやマーキュリー・レヴ、コーネリアス（小山田圭吾）、高野寛、今井寿などのミュージシャンにもしばしば利用されている。また、レッド・ツェッペリンの「胸いっぱいの愛を」の間奏で使われている。ビーチ・ボーイズの「グッド・ヴァイブレーション」で使われたテルミンの音のような楽器は、ポール・タナーにより作られた「エレクトロテルミン（タナリンとも）」である。また、菊池俊輔は『仮面ライダー』などのTV番組の楽曲にテルミンを使用している。
クラシック音楽での使用例は多くないが、この楽器を用いた初期の例としてショスタコーヴィチの映画音楽「女ひとり」、エドガー・ヴァレーズの「エクアトリアル」（実用度の高いオンド・マルトノで代用される場合が多い）、チャールズ・アイヴズの「交響曲第4番」、パーシー・グレインジャーの「フリーミュージック第1番」（4つのテルミンのための）、「フリーミュージック第2番」（6つのテルミンのための）、アニス・フレイハンの「テルミン協奏曲」などが挙げられる。
21世紀に作曲された作品には、カレヴィ・アホの「テルミン協奏曲『八季』」、ファジル・サイの「交響曲第2番『メソポタミア』」、クリストファー・タルノフによるテルミンとピアノのためのソナタ及び間奏曲がある。
アルバム『電子音』は中村八大、冨田勲のカバーを中心に、モーグ社製Etherwave Theremin Proの音色制作者のひとりでもある井伊英理が日米で発表。モーグ・テルミンとモーグ・シンセサイザーだけで制作された。この作品はCDに加えて、テルミン楽曲として世界初となる着うたでの配信も行なわれている。

## テルミンの機種
現在、日本国内で入手可能なテルミン

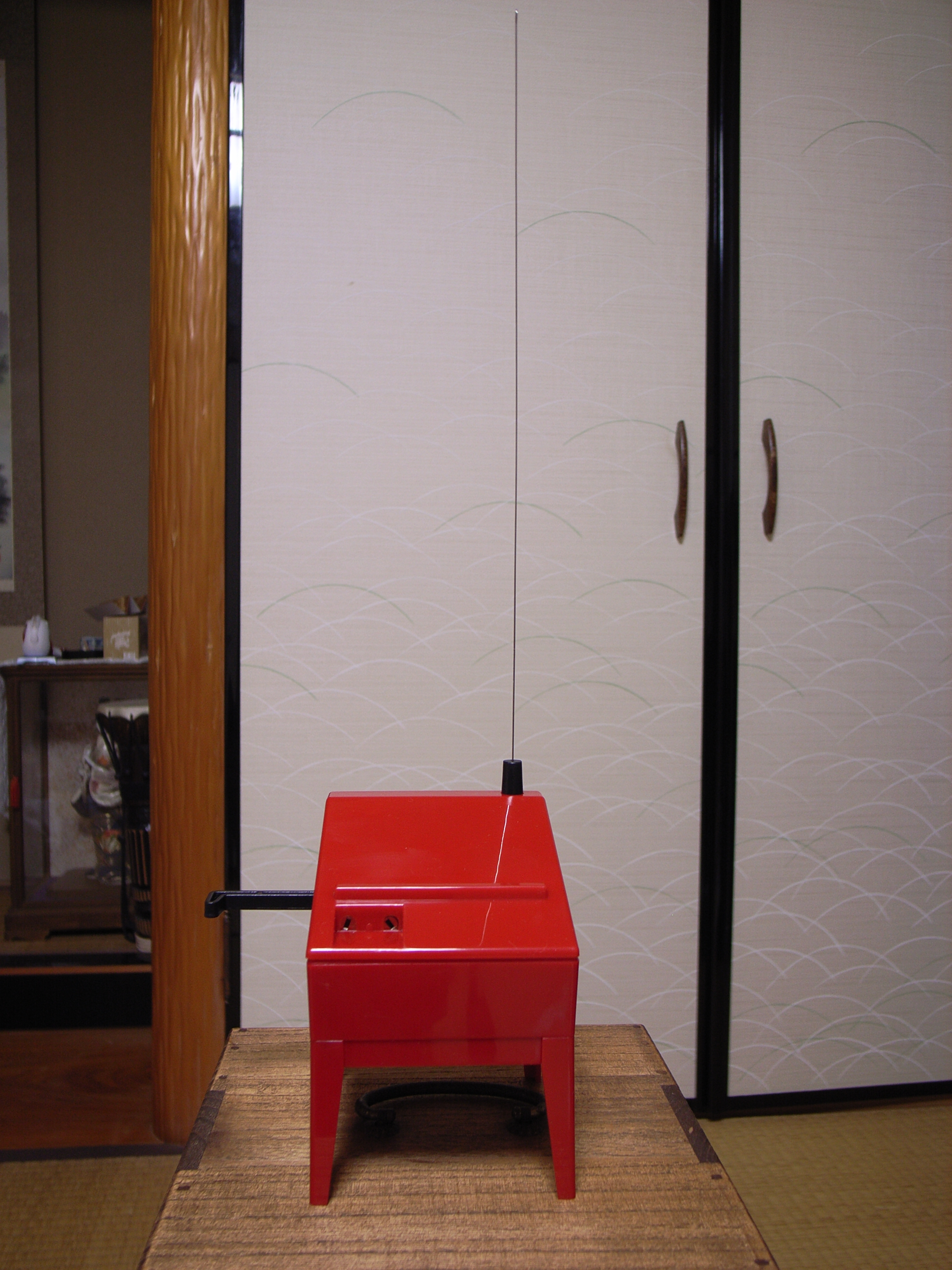
学研テルミンmini

- TAK THEREMIN LAB EWINDS-S
- MOOG ETHERWAVE
- 学習研究社
  - 大人の科学マガジン BESTSELECTION06 テルミンmini
  - テルミンPremium（2023年1月現在完売）

過去の代表的機種

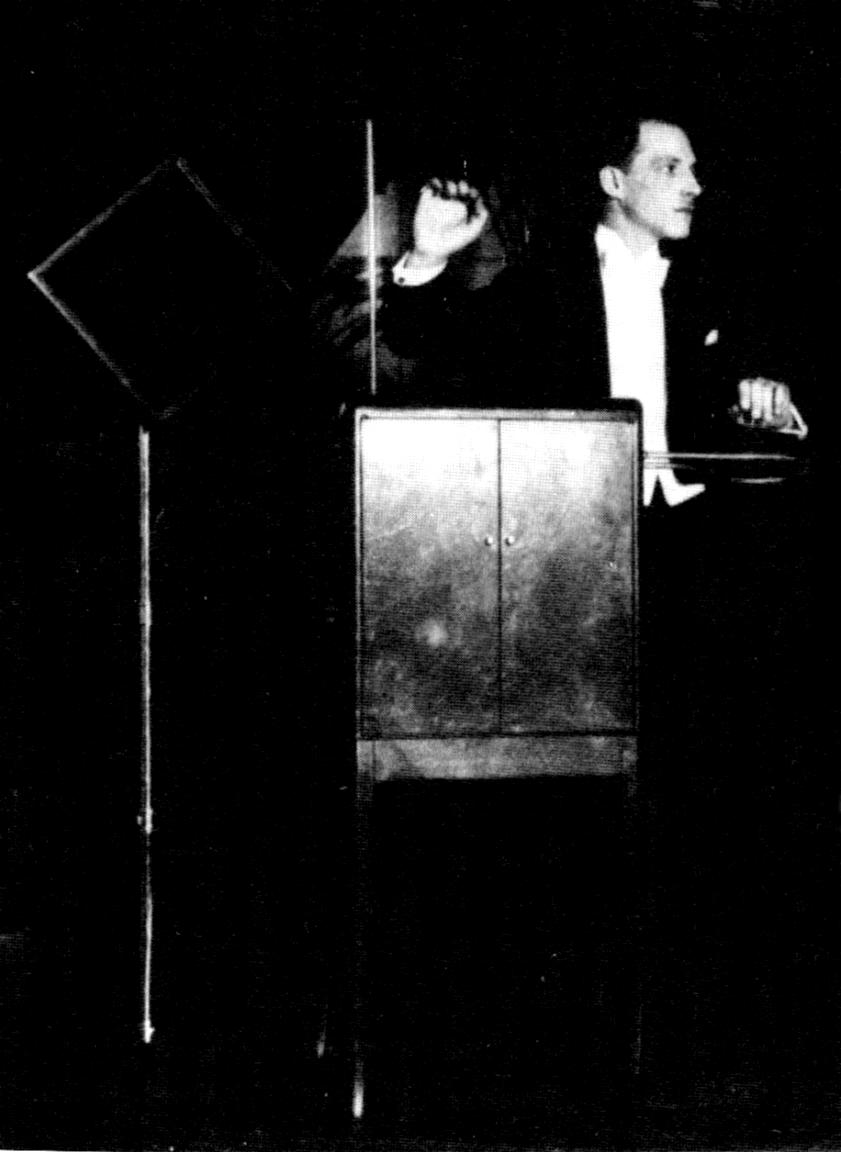
Thereminvox (1920s)
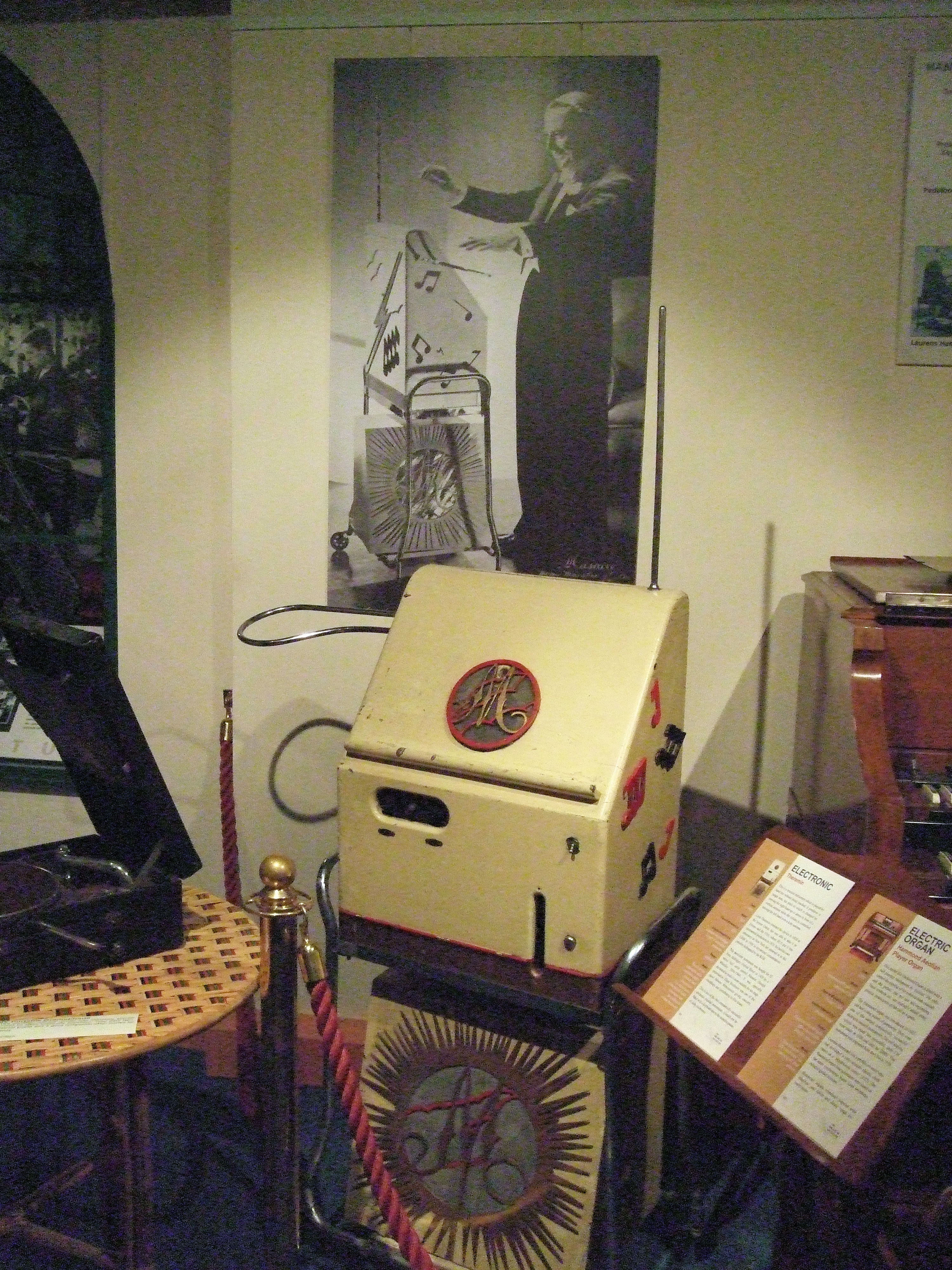
RCA Model AR-1264 (1930s)
R.A.Moogテルミン (1954-1960s)
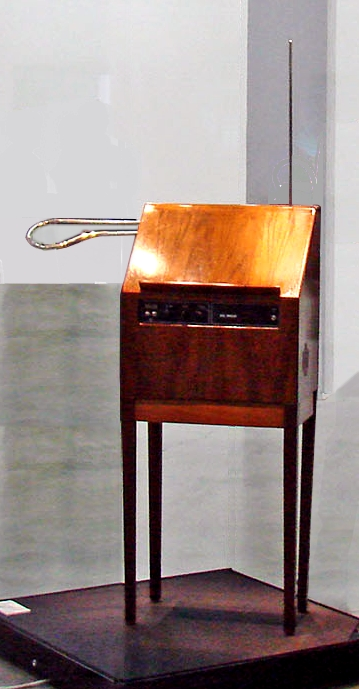
Big Briar Model 91A (1991-1997)
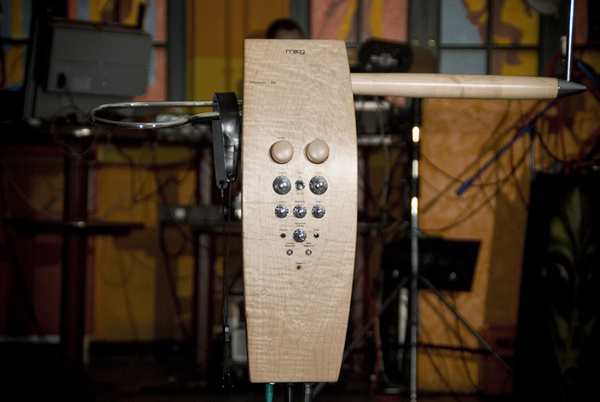
Moog Etherwave Pro (2004-?)

その他のテルミン

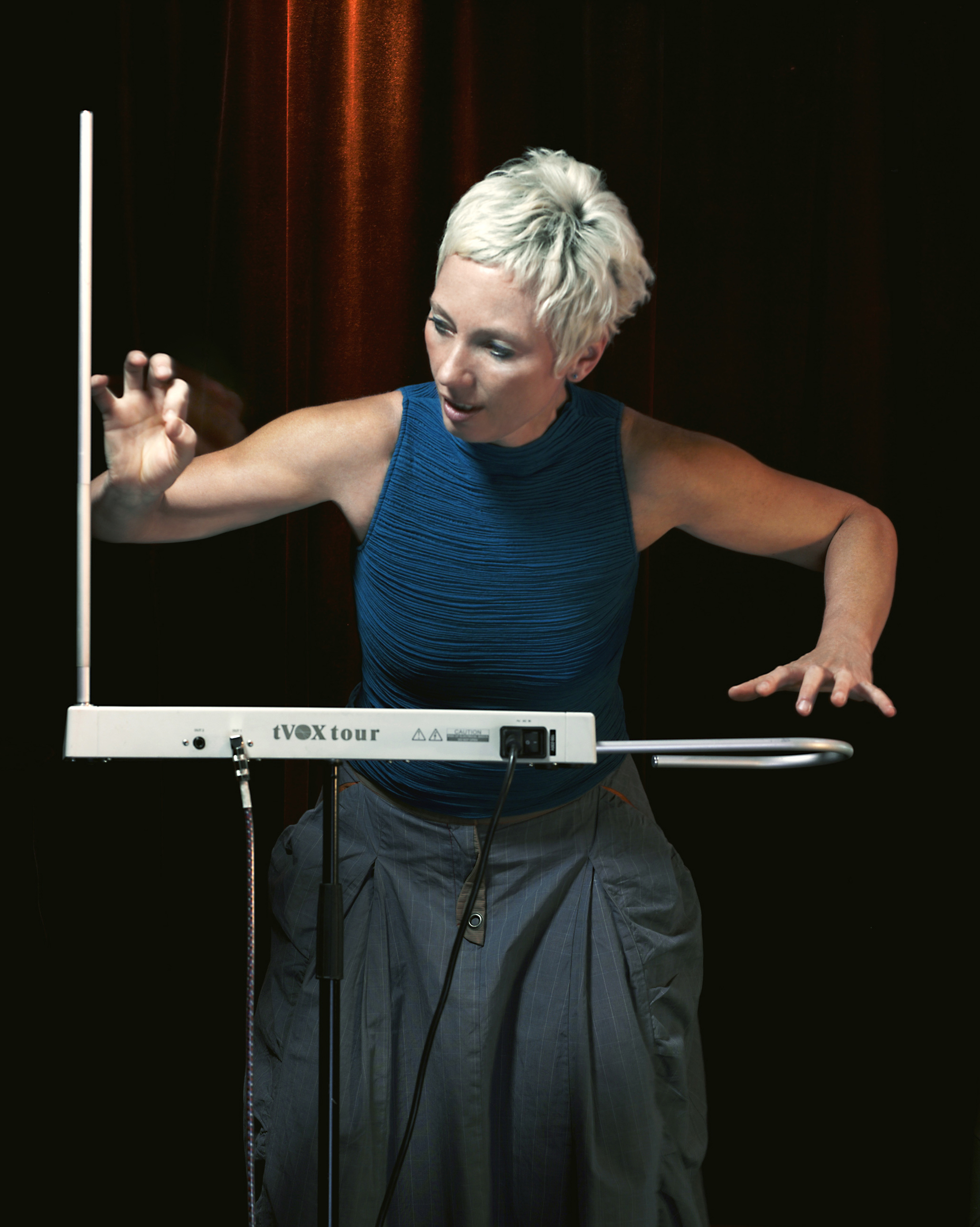
tVOX tour (ロシア製)
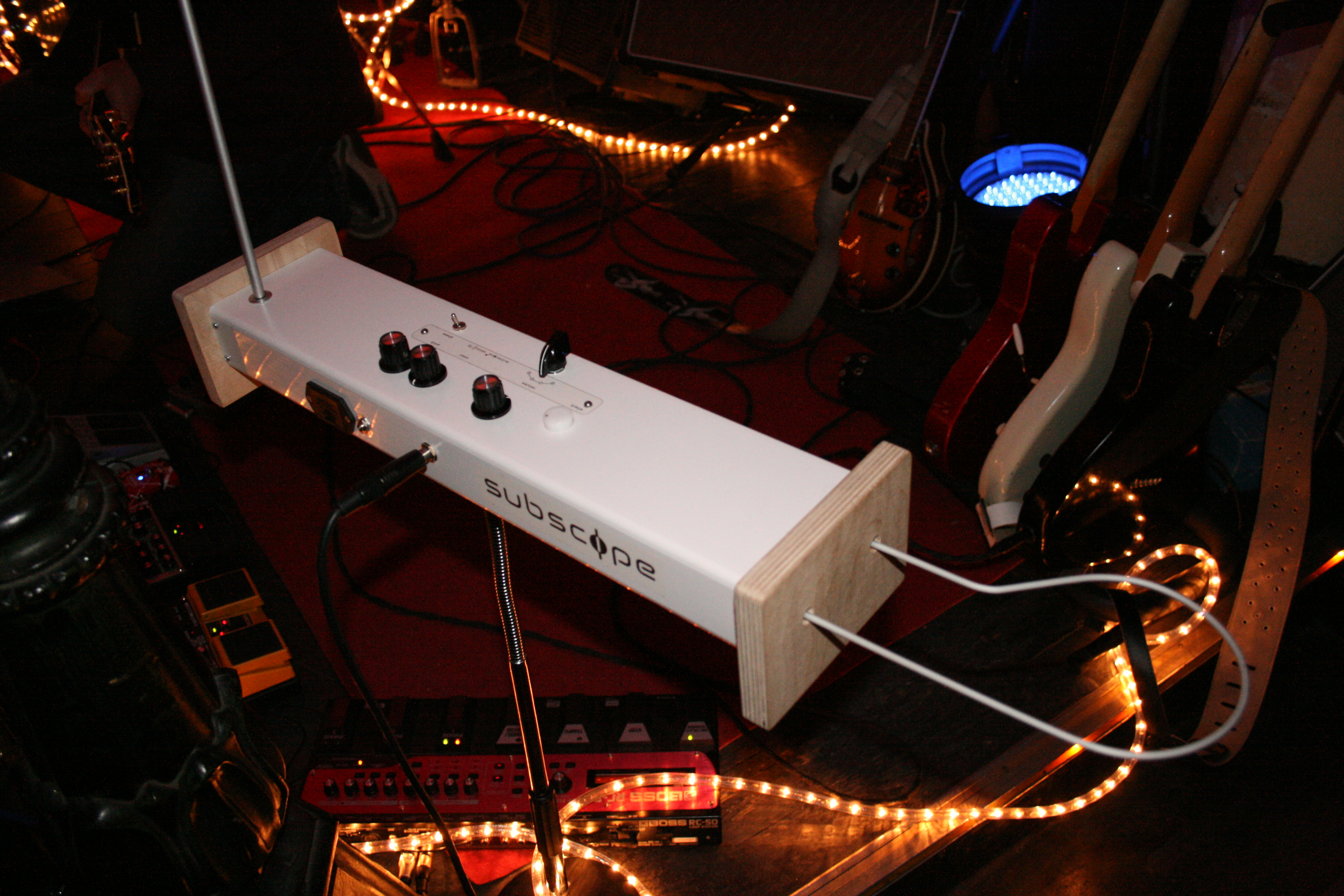
subscope theremin voice T3 (ドイツ製)
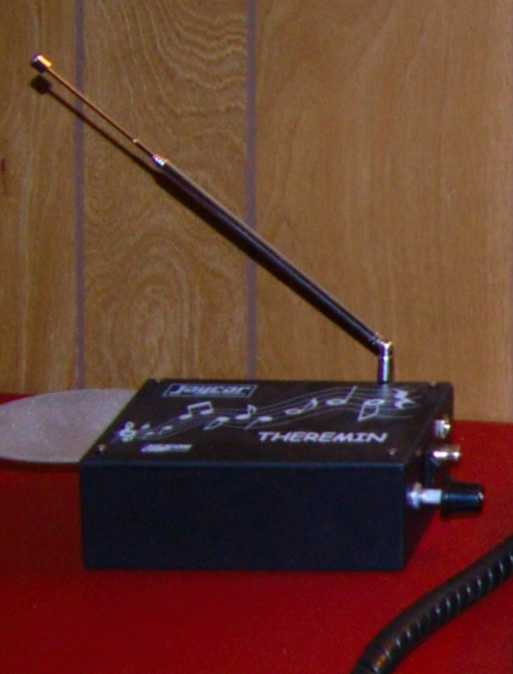
Jaycar Theremin MkII (組み立てキット)
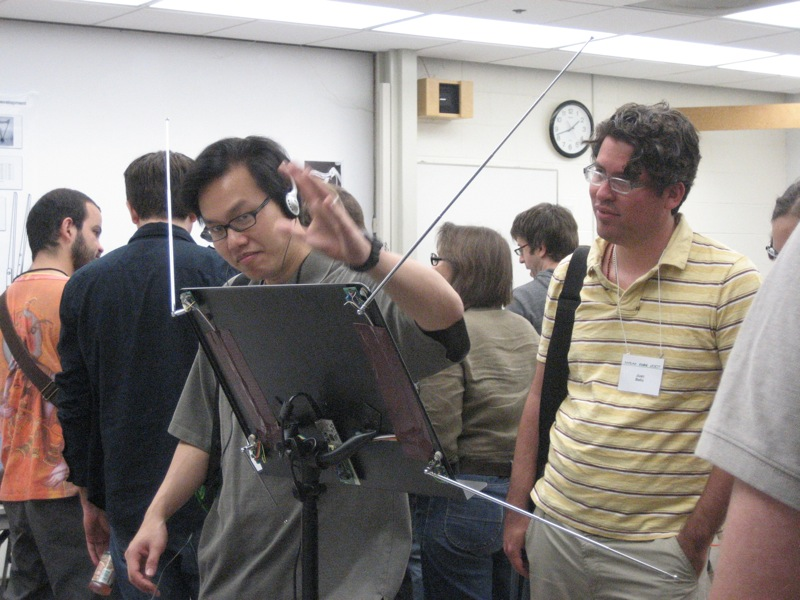
譜面台テルミン (NIME 2007  デモ)
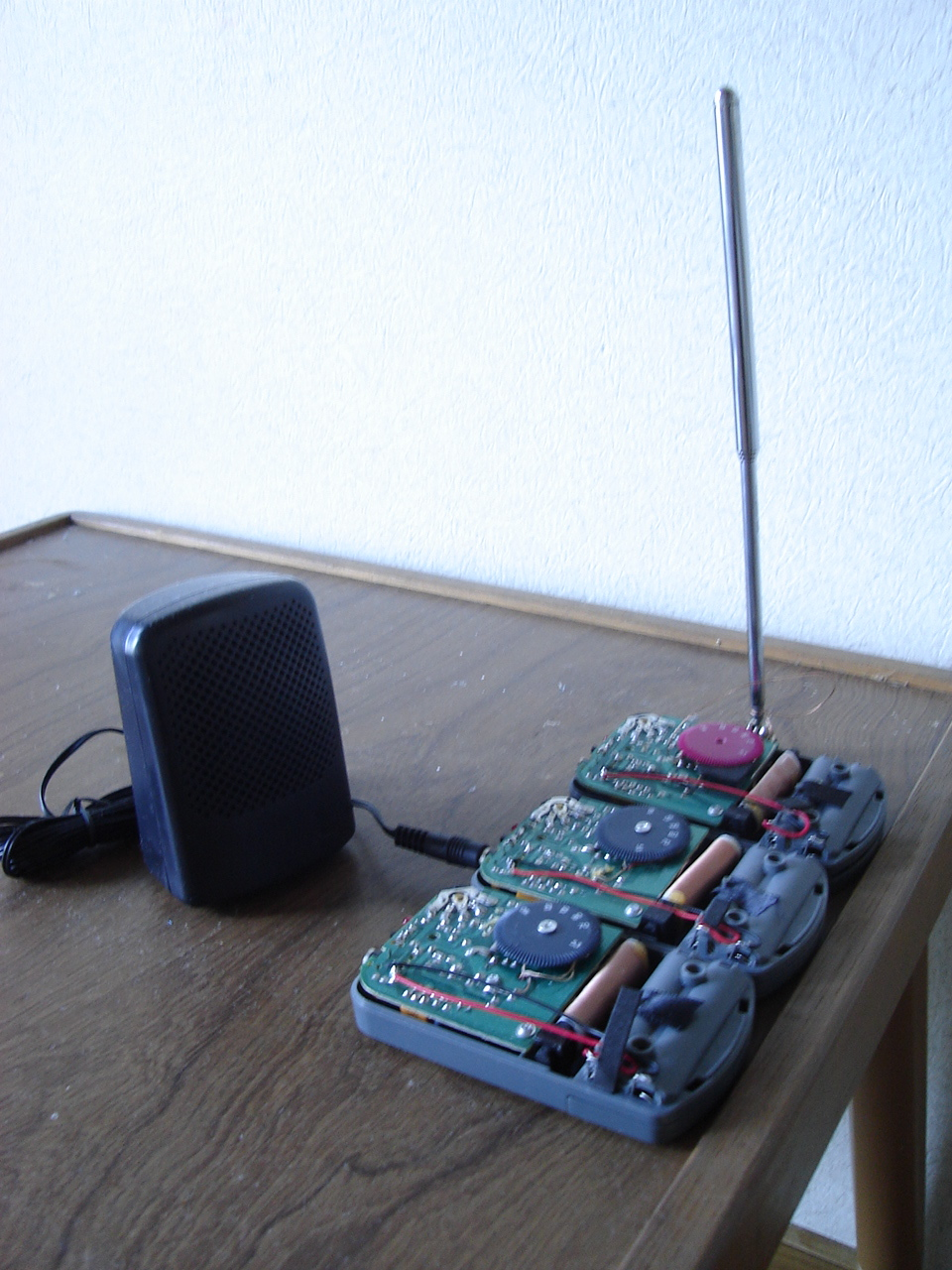
スーパーテレミン　ラジオ3台によるテルミン

テルミンと類似した機構を持つ楽器/エフェクター類

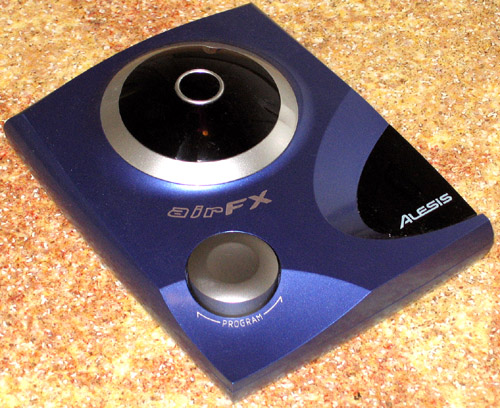
Alesis AirFX (エフェクト)
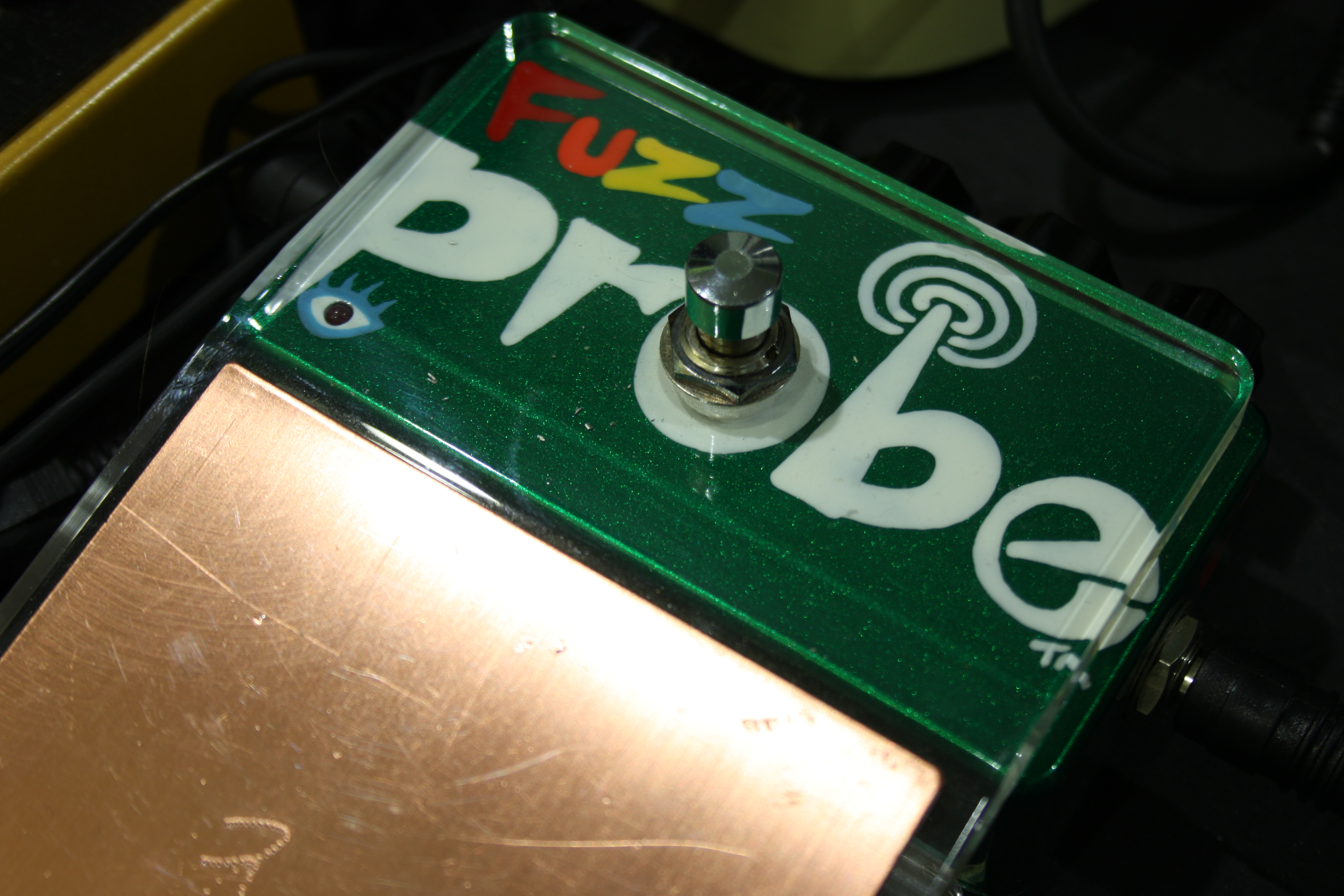
Z.VEX Fuzz Probe (プローブ付きファズ)
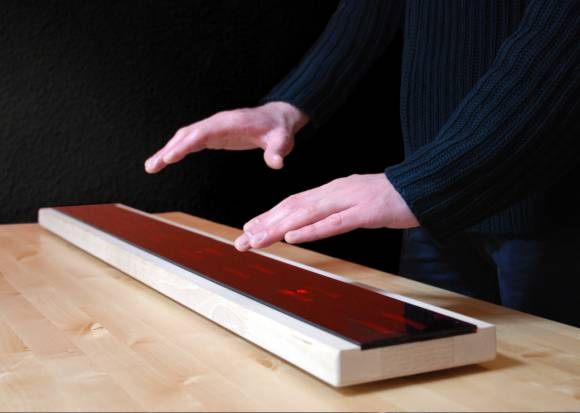
Air Piano (コントローラ)
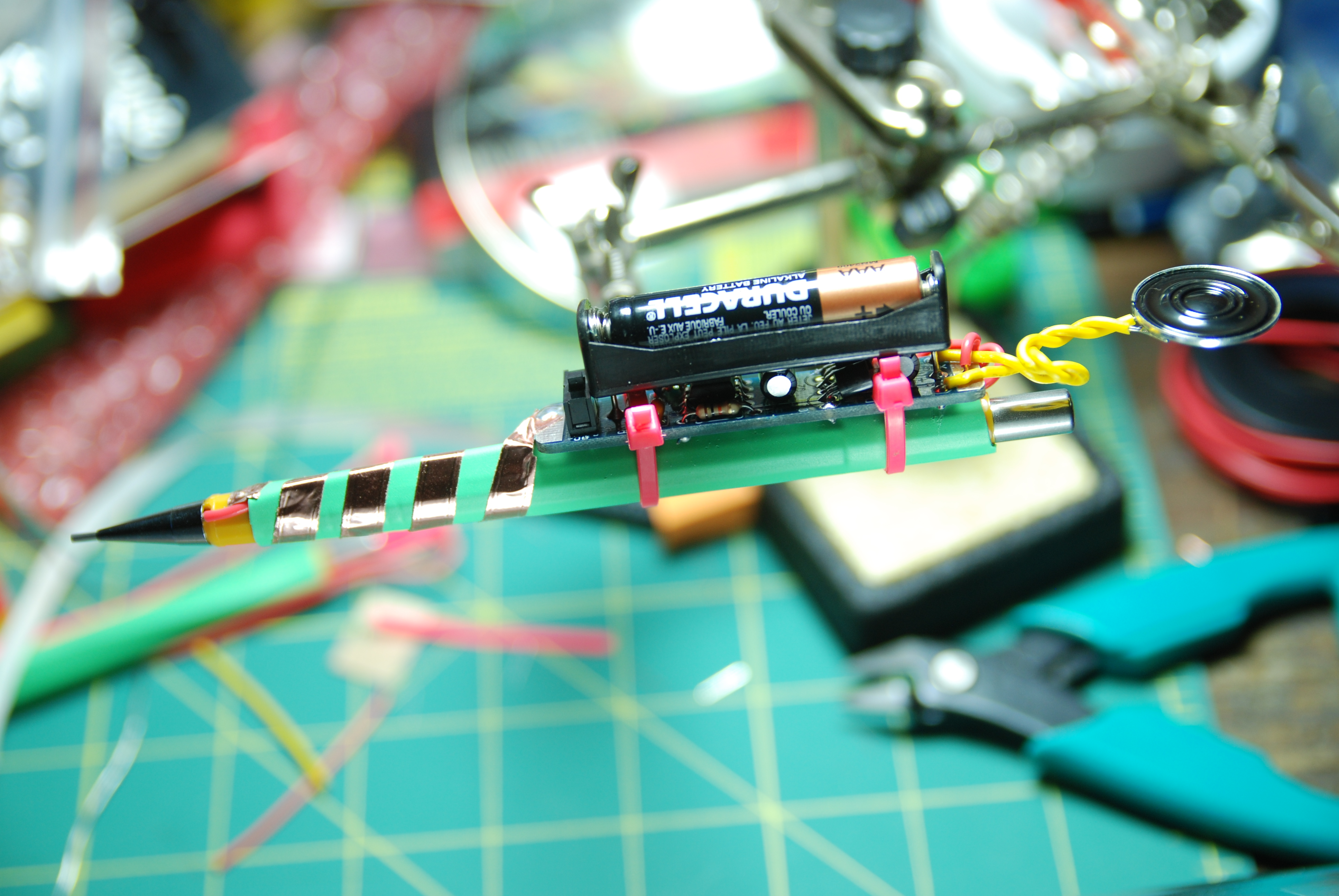
Drawdio (鉛筆式トラウトニウム)
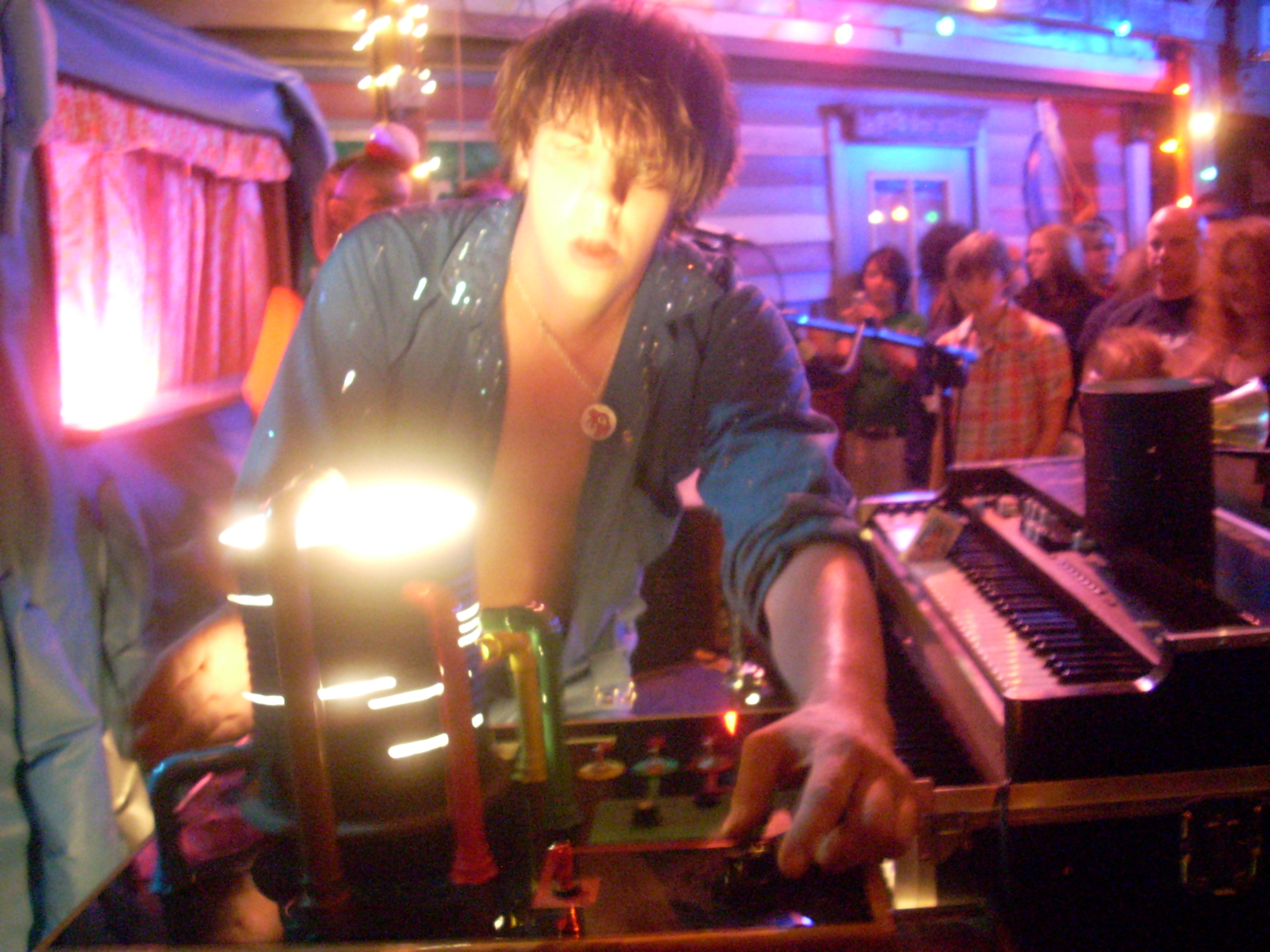
Quintron Drum Buddy (光学テルミン系ドラムマシン)

## 著名なテルミン演奏家
- 竹内正実（1967年 - 、日本）
- やの雪（同）
- 街角マチコ
- 生方ノリタカ
- クララ・ロックモア
- リディア・カヴィナ（ロシア）
- イレーニ・コティツァ（ハンガリー）- ヴァイオリニストであるが、テルミンの演奏でも知られる。
- 和嶋慎治 - 人間椅子のギタリスト。ライブで演奏することもある。

## 派生・類似製品

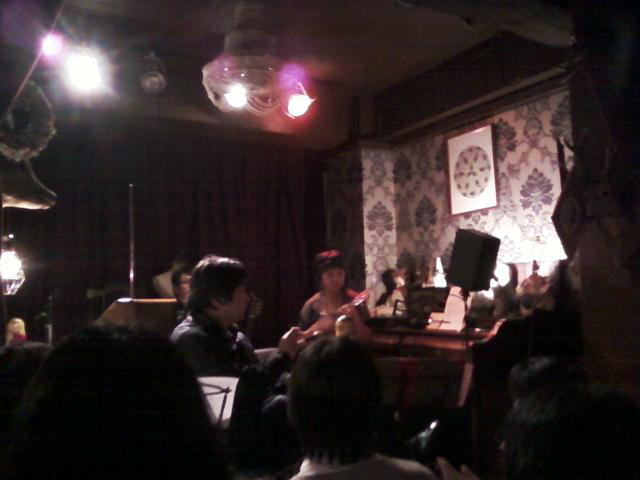
マトリョミンの演奏

ザ・デルマトロン
電子音楽家ブルース・ハーク (Bruce Haack) が使用した楽器。自分と相手に電極をつけて、皮膚に触れることによって演奏する。
マトリョミン
世界的テルミン奏者である竹内正実が開発した小型テルミン。マトリョーシカ人形にテルミン、およびスピーカを内蔵する。ボリュームアンテナが無く休符の表現ができない事から海外ではテルミンに属した楽器ではないと議論されている。2013年7月には浜松市で「最大のテルミンアンサンブル」に挑戦し272人が演奏してギネス世界記録に認定されている。
SP-555
ローランド社製のサンプラー。モノフォニックシンセサイザーとDビーム・コントローラ（光学的に手とセンサーの距離を検出する機構）を採用しており、テルミンのように演奏することが可能。
Simple Media Spook Keysシリーズ
ソフトウェア・シンセサイザーテルミンがフリーウェアとして入手可能。タッチパッドやマウスで操作するほか、通常のMIDIキーボードでも演奏可能。また、ゲームパッドからMIDIメッセージを送信できるソフトウェアによってUSBゲームパッドやネジコン(※対応している変換機器が必要)などのゲームパッドでも演奏が可能である。
スーパーテレミン
欧米名はthree radio theremin。1999年に山本智矢によって考案された。一台目のラジオは1600 kHzを受信、二台目のラジオは1145 kHz付近を受信しその局部発振器から漏れる1600kHzが一台目のラジオに受信されるように調節する。三台目のラジオも1145 kHz付近を受信しその局部発振器の1600 kHzが二台目の局部発振器とビートを生じ、それが一台目のラジオに受信されるように調節する。演奏は三台目のラジオのバーアンテナと手の距離を調節し局部周波数を変化させることによって行う。
オタマミン
芸術ユニットの明和電機が開発した『オタマトーン』シリーズの1つ。光源に近づけたり遠ざけたりすることで音が出る。別売のオタマトーンの顔を取り付けられる。
Stylophone Theremin
イギリス・Dubreq社製の『スタイロフォン』シリーズの1つ。伸縮式のアンテナ1本（ピッチ用）が付く。左右に動かすスライダーとトリガーボタンで音を出すことも可能。

## テルミンに関連する作品
テルミン（Theremin — An Electronic Odyssey ）
1993年公開の、スティーヴン・マーティン監督によるドキュメンタリー映画。晩年のレフ・テルミンが出演している。
のだめカンタービレ
クラシック音楽界を題材にした二ノ宮知子作のコミック。第18巻に「ハンガリー人の女性音楽大生ヤドヴィガ」がテルミンを演奏するシーンがある。
BLACK OUT
テレビ朝日系にて放送されたSF犯罪ドラマ。ほぼ毎回、劇中で主人公（演：椎名桔平）がテルミンを演奏するシーンがあり、据置型・携帯型の2種類が登場する。
きみの色
2024年公開の日本のアニメ映画作品。メインキャラの一人である影平ルイがテルミンを演奏する（実際の演奏はグレゴワール・ブランが担当）。